# Antônio Ferreira Viana
Antônio Ferreira Vianna (Pelotas, 11 de maio de 1833 — Rio de Janeiro, 10 de novembro de 1903) foi um magistrado, jornalista e político brasileiro.
Estudou no Colégio Pedro II, no Rio, e na Faculdade de Direito de São Paulo, onde formou-se em 1855. De volta ao Rio, foi nomeado promotor público da corte. 
Ao final de quatro anos, retornou à advocacia e entrou para o jornalismo político, onde colaborou com o Correio Mercantil. Tornou-se chefe da redação do Diário do Rio de Janeiro, no qual atacou o ministério de Zacarias de Vasconcelos.
Foi deputado, presidente da câmara municipal, ministro da Justiça e do Império. De espírito filantrópico, fundou escolas, hospitais, asilos, orfanatos e albergues, além de ter defendido a causa da abolição da escravatura. Foi o autor do projeto de Lei de Abolição da Escravatura no Brasil, promulgada em 13 de maio de 1888 pela Princesa Isabel (ver Gabinete João Alfredo). Por esse motivo, o Centro Acadêmico da Faculdade de Direito da Universidade Federal de Pelotas recebeu seu nome.
Fundou e dirigiu, com Andrade Figueira, o jornal A Nação. Depois da Proclamação da República, colaborou com o jornal O Paiz, com o pseudônimo Suetônio, escrevendo uma série de artigos sobre o antigo regime.

## Ver também

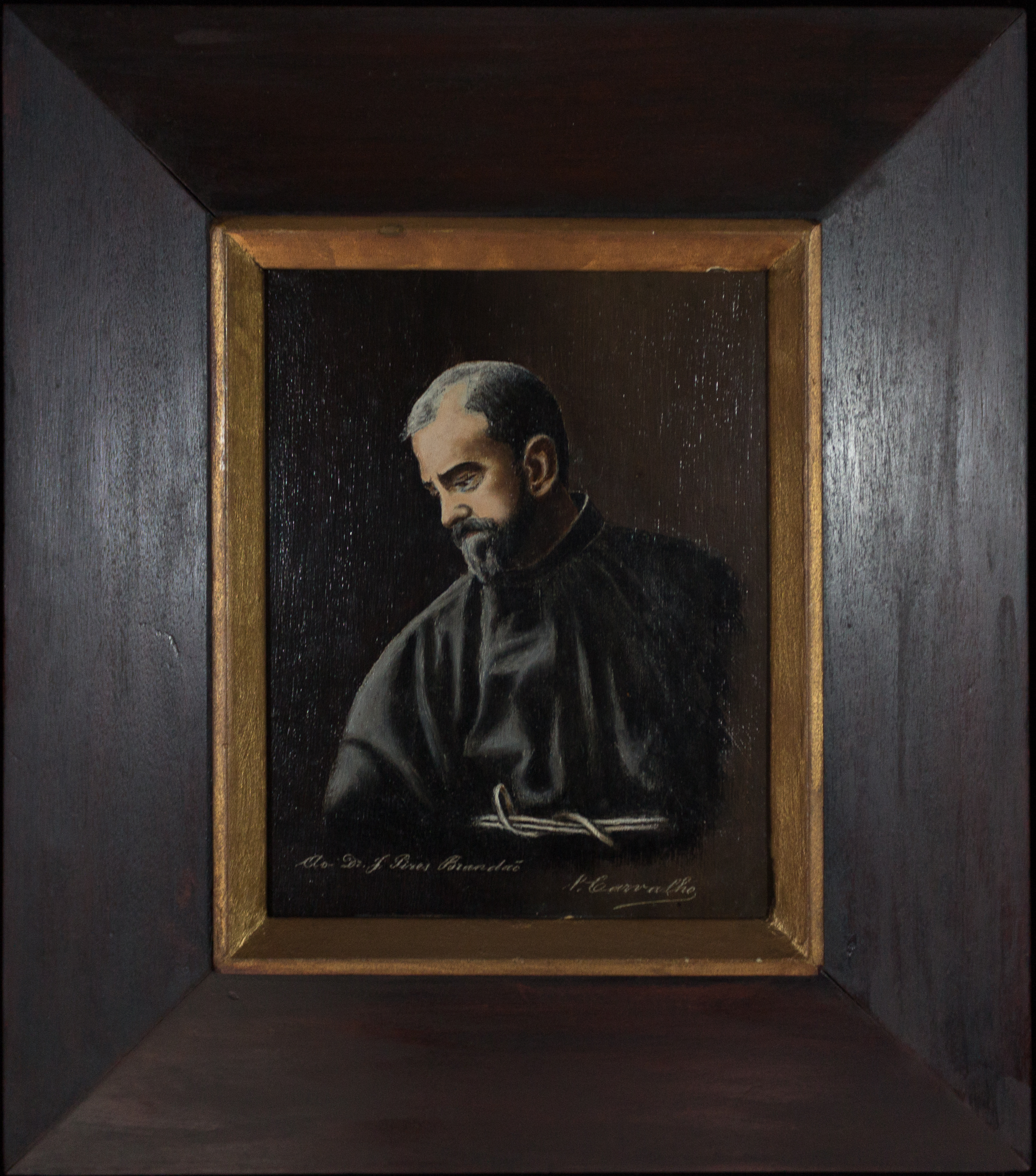
Conselheiro Antônio Ferreira Viana, da coleção do Museu Histórico Nacional.